# 木村多伎子
木村 多伎子（きむら たきこ、1927年 - 2025年8月4日）は、日本の版画家。北海道旭川市生まれ、足寄町出身。国画会会員、北海道美術協会会員、北海道版画協会会員。

## 経歴
札幌市立高等女学校（現北海道札幌東高等学校）時代、全道学生展で最優秀賞を受賞。女学校卒業後中国に渡り、敗戦後に帰国。結婚して岩見沢市に移り住み、1964年から版画制作を始める。1965年に道展初入選。1978年に道展会員、1996年国画会会員。作品は木版がメインである。初期は白黒の1色刷りだったが、後に多色刷りが中心となった。度々海外への取材旅行を行っており、題材もそれら外国を題材としたものが多い。1985年から1997年には北海道教育大学で講師として後進の指導にも当たった。
2025年8月4日、高血糖高浸透圧症候群のため死去。97歳没。

## 作品
- 「はなに埋もれて」 木版画
- 「ななかまど（冬）」 木版画

## 受賞
- 1969年　道展奨励賞
- 1970年　国展野島賞
- 1971年　道立美術館長賞
- 1979年　国展前田賞